# District de Botad
Le district de Botad (gujarati : બોટાદ) est un district de l'état du Gujarat en Inde. 

## Géographie
Formé le 26 janvier 2013 avec des parties des districts de Bhavnagar et d'Ahmedabad, 
le district a une population de 793 834 habitants pour une superficie de 4 330 km2.

## Sites historiques et monuments
- Vejalka, site archéologique de la civilisation de la vallée de l'Indus, datant d'environ 2300 av. J.-C. à 1600 av. J.-C., siège d'une petite industrie de fabrique de perles de verre et de taille de lames.